# Pterapogon
Pterapogon è un genere di pesci appartenente alla famiglia Apogonidae.

## Distribuzione e habitat
Le due specie sono endemiche di due aree dell'Oceano Pacifico: P. kauderni al largo delle Isole Banggai (Indonesia), P. mirifica delle coste australiane.

## Descrizione
Sono pesci di piccole dimensioni, compressi ai fianchi.

## Specie
- Pterapogon kauderni Koumans, 1933
- Pterapogon mirifica (Mees, 1966)